# Alonso de Cárdenas
Alonso de Cárdenas (Córdoba u Ocaña, c. 1423-Llerena, 1 de julio de 1493), fue un noble español y último maestre de la Orden de Santiago, que hacia 1483 construyó el castillo de la Puebla del Maestre y fue, por derecho de población, el I señor de la Puebla del Maestre.

## Familia
Nacido en Córdoba o en Ocaña, fue hijo de García López de Cárdenas, comendador mayor de la Orden de Santiago en León —hijo del comendador santiaguista de Socovos del mismo nombre y de María Cerón—, y de María García Osorio. Contrajo matrimonio con Leonor de Luna, sobrina del condestable Álvaro de Luna e hija natural de Rodrigo de Luna, prior hospitalario de Castilla y León. El maestre tuvo una hija de este matrimonio, Juana de Cárdenas, esposa de Pedro de Portocarrero, señor de Moguer y de Villanueva del Fresno, así como dos hijos naturales, Pedro, comendador de Hornachos, y Leonor de Cárdenas.

## Biografía
Alonso de Cárdenas prestó sus servicios a los Reyes Católicos en la Guerra de Sucesión Castellana,  donde tuvo a sus órdenes a Gonzalo Fernández de Córdoba, el Gran Capitán, del cual dijo tras la Batalla de La Albuera que siempre le había visto en el frente, de lo cual estaba seguro por el esplendor de su armadura.

Armas del linaje de Cárdenas

Durante su vida tuvo que vivir continuos conflictos para alcanzar y conservar el poder, ya que al estar camino de finalizarse por completo la Reconquista, había menos posibilidades de contribuir con los reyes en la misma. Por esta razón, había que luchar por conseguir el poder de una forma más política. Fue maestre de la Orden de Santiago durante dos etapas: la primera, de 1474 a 1476 y, la segunda, de 1477 a 1493.
La primera vez que Alonso de Cárdenas llegó a ser maestre fue consecuencia de la maniobra hecha por su predecesor, Juan Pacheco, I marqués de Villena, que renunció a la maestría en favor de su hijo Diego. Ese tipo de comportamiento no era correcto, ya que se llegaba a ser maestro por elección y no por herencia. Este proceder produjo una lucha de poder entre los caballeros que llevó al enfrentamiento entre Rodrigo Manrique y el propio Alonso, lo que dio lugar a un momento en el que hubo dos maestres e incluso que el propio rey Fernando llegara a ser maestre de la Orden. Pero por su contribución en la guerra contra Portugal, Alonso consiguió finalmente ser nombrado maestre general de la Orden de Santiago, en el capítulo celebrado en Azuaga durante 1477,  en la ermita de San Sebastián, que posteriormente se llamaría convento de la Merced. 
Otro ejemplo de los conflictos que vivió fueron los existentes entre la Orden y el condado de Feria, con sede en Zafra, que llevó a Alonso de Cárdenas a enfrentarse cerca de Jerez con el señor de Feria, tras lo cual llegaron a un acuerdo, en el cual la Orden debía demoler el castillo de Los Santos de Maimona reconstruido pocos años atrás (en 1469 por el maestre santiaguista Juan Pacheco, marqués de Villena). 
También tuvo conflictos con Enrique Pérez de Guzmán y Fonseca, quien deseaba que se le asignara el maestrazgo, por lo cual se sintió estafado y le hizo la guerra. En 1475 Alonso de Cárdenas tuvo que refugiarse en el castillo de Jerez de los Caballeros para defenderse del duque de Medina Sidonia. Tiempo después, en 1478, Alonso de Cárdenas le sorprendió y venció en Guadalcanal, tras lo cual Guzmán tuvo que ceder al ser llamado por los Reyes Católicos. Ya siendo maestre de la Orden acompañó a los Reyes Católicos en tal calidad durante la conquista de Granada.
Tras su muerte, la Orden pasó, por dispensa papal, al dominio real, ya que una vez finalizada la Reconquista no había mucho que repartir entre los caballeros, ni nada por lo que ellos debieran luchar.
Alonso de Cárdenas murió el 1 de julio de 1493 y su sepulcro se encuentra en la iglesia de Santiago de Llerena.
| Predecesor: Juan Pacheco                         | Maestre de la Orden de Santiago (en el Reino de León) 1474-1476 | Sucesor: Fernando el Católico (administrador)                    |
| Predecesor: Fernando el Católico (administrador) | Maestre de la Orden de Santiago 1477-1493                       | Sucesor: Reyes Católicos (incorporación de la Orden a la Corona) |